# Maîtresse

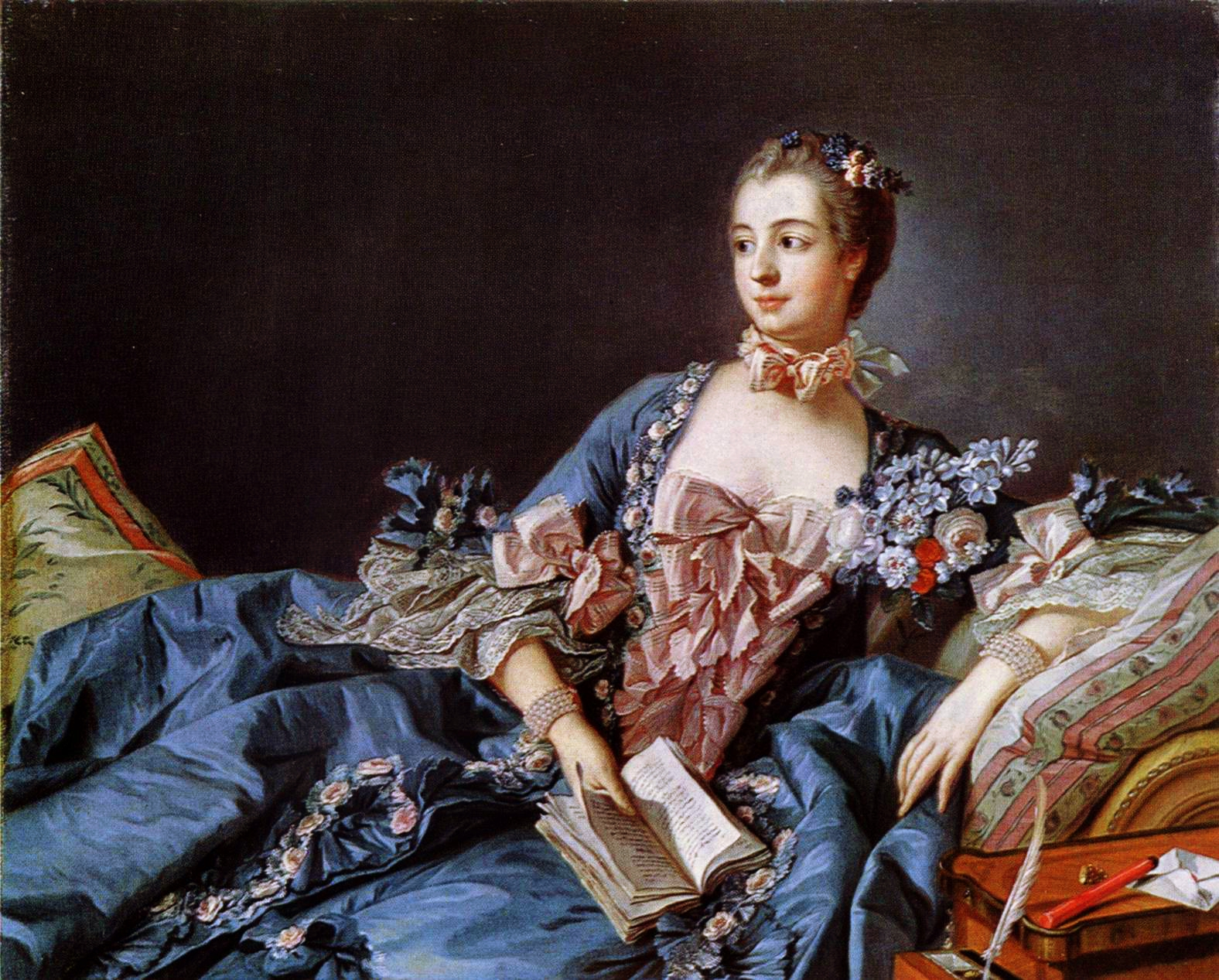
Madame de Pompadour, de beroemdste maîtresse van koning Lodewijk XV van Frankrijk
(portret geschilderd door François Boucher)

Een maîtresse is een buitenechtelijke minnares.  Deze Franse aanduiding betekent "meesteres". De Surinaams-Nederlandse term is buitenvrouw. Wegens het buitenechtelijke karakter blijft de relatie meestal geheim.
Een "maîtresse en titre" is een officiële maîtresse, zoals sommige Franse edelen en politici in de zeventiende, achttiende en negentiende eeuw hadden. Naast rijke kooplieden en koningen is Alexander VI een voorbeeld van een paus die minnaressen had en de geloften van het celibaat schond die door de katholieke kerk waren opgelegd.
Bekende maîtresses waren Madame de Pompadour, Nell Gwyn, Louise de Kerouaille en Marie von Vetsera. 
Verschillende Franse presidenten hadden een minnares, onder meer Jacques Chirac, François Mitterand die een buitenechtelijke relatie had met Anne Pingeot en François Hollande.